# Piąty gabinet Roberta Menziesa
Piąty gabinet Roberta Menziesa (ang. Fifth Menzies Ministry) – trzydziesty szósty gabinet federalny Australii, urzędujący od 11 maja 1951 do 9 lipca 1954. Był gabinetem koalicyjnym Liberalnej Partii Australii (LPA) i Partii Wiejskiej (CP). Robert Menzies był drugim (po Billym Hughesie) i ostatnim w dotychczasowej historii Australii premierem, którzy utworzył swój piąty gabinet.

## Okoliczności powstania i dymisji
Gabinet urzędował przez całą kadencję Izby Reprezentantów, zapoczątkowaną wyborami w kwietniu 1951, a zakończoną kolejnym głosowaniem w maju 1954, ponownie wygranym przez koalicję rządzącą. W efekcie w lipcu 1954 Menzies, jako pierwszy w historii Australii premier, utworzył swój szósty gabinet.

## Skład
| stanowisko                                                                                 | osoba               | partia | od            | do            |
| ------------------------------------------------------------------------------------------ | ------------------- | ------ | ------------- | ------------- |
| premier                                                                                    | Robert Menzies      | LPA    | 11 maja 1951  | 9 lipca 1954  |
| minister skarbu                                                                            | Arthur Fadden       | CP     | 11 maja 1951  | 9 lipca 1954  |
| wiceprzewodniczący Federalnej Rady Wykonawczej                                             | Eric Harrison       | LPA    | 11 maja 1951  | 9 lipca 1954  |
| minister produkcji obronnej                                                                | Eric Harrison       | LPA    | 11 maja 1951  | 9 lipca 1954  |
| minister imigracji                                                                         | Harold Holt         | LPA    | 11 maja 1951  | 9 lipca 1954  |
| minister pracy i służby zasadniczej                                                        | Harold Holt         | LPA    | 11 maja 1951  | 9 lipca 1954  |
| minister gospodarki i rolnictwa                                                            | John McEwen         | CP     | 11 maja 1951  | 9 lipca 1954  |
| minister kierujący Związkową Organizacją Badań Naukowych i Przemysłowych                   | Richard Casey       | LPA    | 11 maja 1951  | 9 lipca 1954  |
| minister spraw zagranicznych                                                               | Richard Casey       | LPA    | 11 maja 1951  | 9 lipca 1954  |
| minister marynarki wojennej                                                                | Philip McBride      | LPA    | 11 maja 1951  | 17 lipca 1951 |
| minister marynarki wojennej                                                                | William McMahon     | LPA    | 17 lipca 1951 | 9 lipca 1954  |
| minister sił powietrznych                                                                  | Philip McBride      | LPA    | 11 maja 1951  | 17 lipca 1951 |
| minister sił powietrznych                                                                  | William McMahon     | LPA    | 17 lipca 1951 | 9 lipca 1954  |
| minister obrony                                                                            | Philip McBride      | LPA    | 11 maja 1951  | 9 lipca 1954  |
| prokurator generalny                                                                       | John Spicer         | LPA    | 11 maja 1951  | 9 lipca 1954  |
| minister handlu i ceł                                                                      | Neil O’Sullivan     | LPA    | 11 maja 1951  | 9 lipca 1954  |
| minister zaopatrzenia                                                                      | Howard Beale        | LPA    | 11 maja 1951  | 9 lipca 1954  |
| minister żeglugi i transportu                                                              | George McLeay       | LPA    | 11 maja 1951  | 9 lipca 1954  |
| minister lotnictwa cywilnego                                                               | Larry Anthony       | CP     | 11 maja 1951  | 9 lipca 1954  |
| minister poczty                                                                            | Larry Anthony       | CP     | 11 maja 1951  | 9 lipca 1954  |
| minister zdrowia                                                                           | Earle Page          | CP     | 11 maja 1951  | 9 lipca 1954  |
| minister wojsk lądowych                                                                    | Josiah Francis      | LPA    | 11 maja 1951  | 9 lipca 1954  |
| minister rozwoju narodowego                                                                | Bill Spooner        | LPA    | 11 maja 1951  | 9 lipca 1954  |
| minister ds. repatriacji                                                                   | Walter Cooper       | CP     | 11 maja 1951  | 9 lipca 1954  |
| minister ds. terytoriów                                                                    | Paul Hasluck        | LPA    | 11 maja 1951  | 9 lipca 1954  |
| minister robót publicznych i mieszkalnictwa (od 4 czerwca 1952 minister robót publicznych) | Wilfrid Kent Hughes | LPA    | 11 maja 1951  | 9 lipca 1954  |
| minister spraw wewnętrznych                                                                | Wilfrid Kent Hughes | LPA    | 11 maja 1951  | 9 lipca 1954  |
| minister służb społecznych                                                                 | Athol Townley       | LPA    | 11 maja 1951  | 9 lipca 1954  |